# Bukowyna Czerniowce
Bukowyna Czerniowce (ukr. Футбольний клуб «Буковина» Чернівці, Futbolnyj Kłub "Bukowyna" Czerniwci) – ukraiński klub piłkarski z siedzibą w Czerniowcach. Założony w roku 1952 jako Burewisnyk.
Występuje w rozgrywkach ukraińskiej Perszej-lihi.

## Historia
Chronologia nazw:
- 1952—1958: Burewisnyk Czerniowce (ukr. «Буревісник» Чернівці)
- 1958—1964: Awanhard Czerniowce (ukr. «Авангард» Чернівці)
- 1965—...: Bukowyna Czerniowce (ukr. «Буковина» Чернівці)

Drużyna piłkarska Burewisnyk Czerniowce została założona w 1952 roku (niektóre źródła podają 1949 rok). Klub występował w rozgrywkach Mistrzostw obwodu czerniowieckiego oraz Mistrzostw byłego ZSRR.
Od 1958 drużyna nazywała się Awanhard Czerniowce, a od 1965 Bukowyna Czerniowce.
W 1968 klub zajął 2. miejsce w klasie B Mistrzostw Ukraińskej SRR, w 1980 — 2. miejsce w drugiej lidze Mistrzostw Ukraińskiej SRR.
W latach 1982, 1988 i 1990 zdobył mistrzostwo drugiej ligi Mistrzostw Ukraińskiej SRR, w 1989 — wicemistrzostwo.
Od początku rozrywek w niezależnej Ukrainie klub występował w Wyższej Lidze. Po sezonie 1993/94 klub zdegradowany do Pierwszej Lihi, a po sezonie 1998/99 do Drugiej Lidze. Następnego sezonu 2000/01 powrócił na rok ponownie do Pierwszej Lihi.
Od sezonu 2001/02 występuje w Drugiej Lidze.

## Sukcesy
- 6. miejsce w Wyszczej Lidze (1 x):

1992

## Trenerzy od lat 60.
...
- 1960:  Josyp Lifszyć
- 1961–1962:  Anatolij Sawycki
- 1962:  Fedir Daszkow
- 1963–07.1964:  Witalij Sobolew
- 08.1964–1966:  Mychajło Korsunski
- 1967:  Mykoła Kuzniecow
- 1967–1968:  Wiktor Łebediew
- 1969–1970:  Mychajło Mychałyna
- 1971:  Anatolij Suczkow
- 01.1972–05.1972:  Wiktor Kanewski
- 05.1972–07.1973:  Ołeksandr Pawłenko
- 07.1973–07.1974:  Ferenc Medvid
- 07.1974–07.1976:  Anatolij Mołotaj
- 07.1976–03.1979:  Abram Łerman
- 04.1979–1980:  Borys Rassychin
- 1981–1985:  Ołeksandr Pawłenko
- 1986:  Borys Rassychin
- 1987–06.1992: / Juchym Szkolnykow
- 07.1992–06.1994:  Ołeksandr Pawłenko
- 06.1994:  Wiktor Matwijenko
- 07.1994–08.1994:  Ołeksandr Pawłenko
- 09.1994–12.1994:  Jurij Stasyszyn
- 04.1995–09.1996:  Juchym Szkolnykow
- 10.1996–05.1997:  Wałerij Bohusławski
- 05.1997–11.1998:  Mychajło Łachniuk
- 03.1999–10.2002:  Jurij Hij
- 10.2002–06.2003:  Jurij Szełepnycki
- 07.2003–12.2003:  Jurij Szełepnycki, Jurij Kraft
- 01.2004–06.2007:  Jurij Szełepnycki
- 07.2007–06.2009:  Wiktor Mhłyneć
- 07.2009–12.2009:  Mykoła Trubaczow
- 01.2010–03.2010:  Ołeksandr Jeżakow (p.o.)
- 04.2010–06.2010:  Wadym Zajać (p.o.)
- 07.2010–31.08.2013:  Wadym Zajać
- 02.09.2013–04.06.2015:  Jurij Hij
- 04.06.2015–24.06.2015:  Ołeksandr Humeniuk (p.o.)
- 24.06.2015–29.05.2016:  Wiktor Mhłyneć
- 29.05.2016–30.06.2016:  Roman Szpirnow (p.o.)
- 30.06.2016–28.12.2016:  Serhij Szyszczenko
- 04.03.2017–04.06.2017:  Ołeh Ratij
- 05.06.2017–22.08.2017:  Jurij Kraft (p.o.)
- 23.08.2017–04.12.2018:  Wiktor Mhłyneć
- 04.12.2018–02.07.2019:  Witalij Kunycia (p.o.)
- 02.07.2019–...:  Andrij Melnyczuk

## Inne
- Łada Czerniowce